# Friedrich Hartmann (Landrat)
Friedrich Hartmann (* 8. Februar 1908 in Eilshausen; † 2. November 1943 bei Kiew) war ein deutscher Jurist und Landrat.

## Leben und Wirken
Nach Schulbesuch und dem Studium der Rechtswissenschaften an den Universitäten Rostock, Berlin, Tübingen und Göttingen trat Hartmann zum 1. Januar 1933 in den Staatsdienst ein und wurde am 19. Januar 1933 zum Gerichtsreferendar ernannt. 
Während des Studiums war er 1929 Mitglied des Nationalsozialistischen Deutscher Studentenbundes geworden und zum 1. November 1930 trat er der NSDAP bei (Mitgliedsnummer 350.869).
Unmittelbar nach der „Machtergreifung“ der Nationalsozialisten erhielt er im Februar 1933 eine Stelle beim Amtsgericht in Bünde, wo er bis  August 1933 tätig war. Danach wechselte er bis November 1933 an das Landgericht Bielefeld. Nach seiner zum 1. Dezember 1933 erfolgter Ernennung zum Regierungsreferendar war er bis Januar 1934 für die Regierung in Münster und im Anschluss beim Amt Landeck in Tecklenburg tätig. Zum 1. Februar 1935 kehrte Hartmann nach Bielefeld zurück, wo er bis April 1935 bei der Industrie- und Handelskammer arbeitete.
Hartmann folgte dem Ruf zurück an die Regierung in Münster, wo er im Oktober 1936 zum Regierungsassessor ernannt wurde. Als solcher kam er im  Kreis Fischhausen kommissarisch als Landrat zum Einsatz.
Nach der Anfang Oktober 1938 erfolgten Besetzung der deutschbesiedelten Grenzgebiete der Tschechoslowakei durch das Deutsche Reich und der Bildung des Reichsgaus Sudetenland wurde Hartmann kommissarisch als Landrat des neugebildeten Landkreis Freudenthal eingesetzt. Seine endgültige Einsetzung in diese Funktion erfolgte am 15. April 1939. Am 1. April 1941 wurde er zum Kriegsdienst bei der deutschen Wehrmacht einberufen und musste als Landrat in Freudenthal durch den Landrat Gustav Schmidt aus Römerstadt vertreten werden. Er fiel im November 1943 in der Ukraine als Leutnant und Inhaber des Kriegsverdienstkreuzes 2. Klasse mit Schwertern. Sein Nachfolger als Landrat in Freudenthal wurde Richard Spreu.